# Schickhardt (Familie)
Schickhardt ist die heute verbreitete Schreibweise eines Familiennamens, der in zahlreichen Schreibweisen überliefert ist. Für einzelne Träger dieses Namens etablierten sich zum Teil andere Schreibweisen. Aus der seit dem ausgehenden Mittelalter bekannten Familie gingen viele bedeutende Persönlichkeiten hervor.

## Skizze

### Die ältesten Schickhardts in Siegen
Die Familie Schickhardt stammt aus Siegen. Im 15. Jahrhundert gab es dort mehrere Personen mit diesem Namen. Es waren in der Regel Handwerker. Nach dem ältesten Bürgerverzeichnis der Stadt Siegen besaß ein Hanß Schickart (wohl um 1420 geboren) ein Haus in der Loirgasse (heutige Löhrstraße). 1461 wurde im Register über die Herbst-Schatzung im Siegener und Rödger Kirchspiel ein „Jonger Schickart“, möglicherweise ein Sohn des Hanß erwähnt. Zu der gleichen Zeit, 1460, studierte in Erfurt ein Johannes Schickart de Sygen. Dieser erste Akademiker unter den Schickhardts könnte ein anderer Sohn von Hanß Schickart gewesen sein.
Zu der gleichen Zeit lebte in Siegen der Schnitzer Hentze Schickart (* um 1430), der gegen Ende des 15. Jahrhunderts zusammen mit seiner Frau Gela und dem Sohn Heinrich diese Stadt verließ, um sich in den Süden zu begeben. Dieser Hentze Schickart, der vielleicht ein Bruder des Hanß Schickart war, gab den Anfang der schwäbischen Linie. Zwar verstarb er wohl während der Wanderschaft, doch sein Sohn Heinrich ließ sich in Herrenberg nieder und heiratete 1503 Margarete Homel, die wohl ebenfalls aus Siegen mitgekommen war.

### Siegener Linie

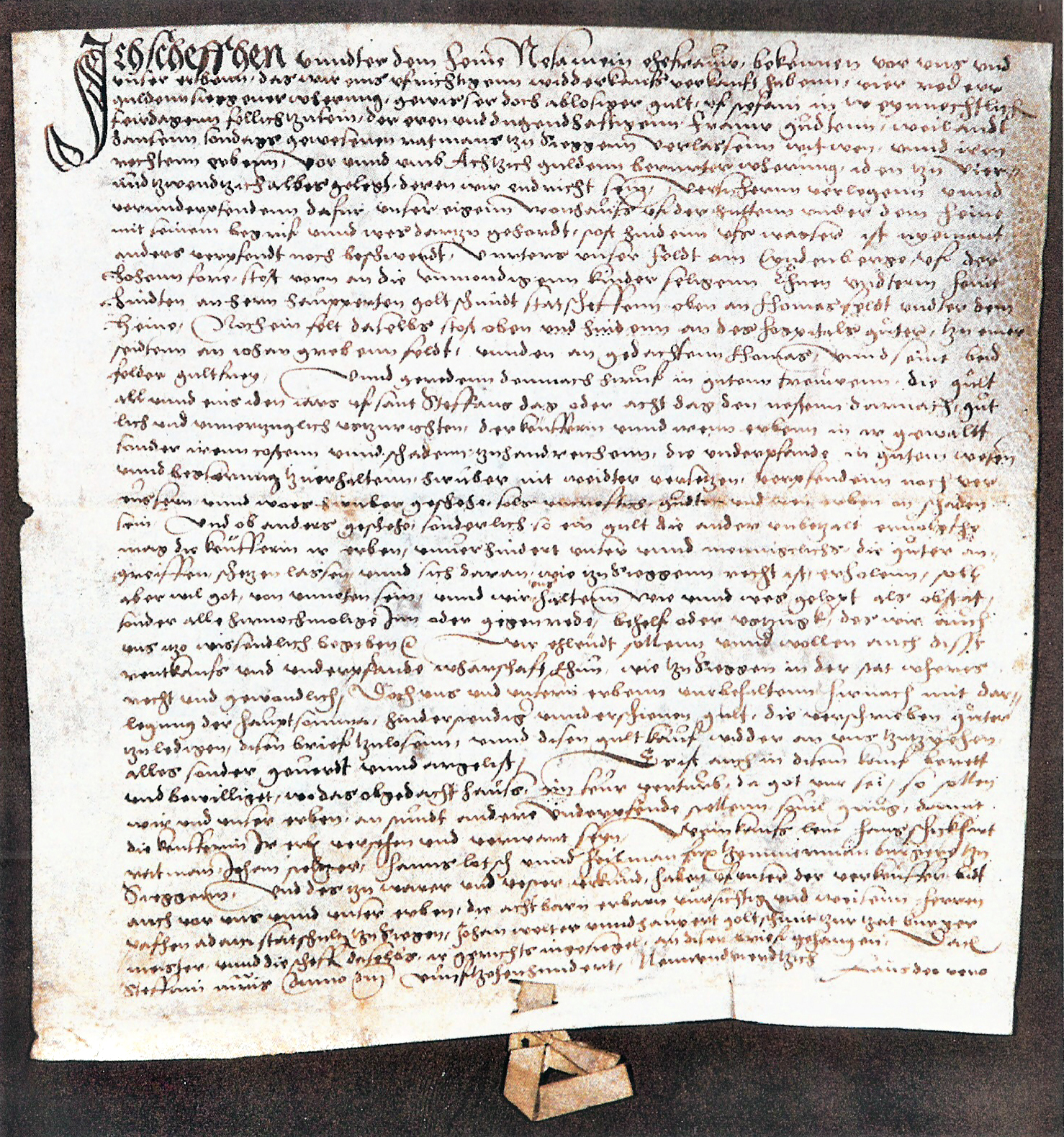
Kaufvertrag zwischen Hen & Nesa Scheff und Gudte Sondag vom 2. August 1549. Als erster Zeuge ist der Siegener Ratsmann Hans Schickhart genannt.

Während die Genealogie der schwäbischen Linie Schickhardts im 16. Jahrhundert lückenlos überliefert ist, lässt sich die Genealogie der Siegener Linie nicht mehr rekonstruieren. Das liegt daran, dass die älteren Kirchenbücher der Stadt Siegen verloren gegangen sind – die Taufregister setzen erst mit dem Jahr 1623, die Trauregister mit dem Jahr 1675 und die Sterberegister mit dem Jahr 1692 ein. Im Stadtarchiv Siegen gab es viele andere alte Schriften (Bürgermeisterrechnungen, Reisekostenbelege, Listen u. ä.), die als Sekundärquellen herangezogen werden könnten. Ein Großteil davon, der im Tresor der Siegener Reichsbahnfiliale ausgelagert und bis dahin noch nicht ausgewertet worden war, wurde leider 1946 durch ein Hochwasser zerstört. Aus den vorhandenen Sekundärquellen kann man nur sehr schlecht und lückenhaft auf die Genealogie schließen. Aus dem Jahr 1549 ist z. B. eine Kaufurkunde überliefert, aus der hervorgeht, dass der Siegener Ratsmann Hans Schickhart als Zeuge bei der Transaktion fungierte.
Horst Schmid-Schickhardt stellte eine Genealogie der akademischen Linie (einer Teillinie der Siegener Linie) auf, die erst Mitte des 16. Jahrhunderts anfängt. Obwohl er dies mit großer Sorgfalt tat, schließt er jedoch nicht aus, dass diese Genealogie Fehler enthalten kann. Zu dieser Zeit waren alle Siegener Schickharts Calvinisten. Die akademische Linie hatte vielfach Beziehungen zu den Niederlanden, nachdem Jacob Schickhart dort 1614 Arbeit und Anerkennung gefunden hatte. Nach ihm sind in den Folgejahren drei seiner Geschwister Philip Herman, Philip und Magdalena, sowie 1629 sein Onkel Martin in die Niederlande ausgewandert. Zu dieser Auswanderung trug der Dreißigjährige Krieg bei, da die calvinistischen Schickharts um ihr Leben fürchten mussten. Einige weitere Schickharts, wie ein Bruder und ein Cousin von Jacob, Martin Schickhard und Ägidius Schickhard studierten zwar in den Niederlanden, aber nach Deutschland zurückkehrten. Viele weitere Schickharts, die in Siegen Handwerker, insbesondere Stahlschmiede waren, haben Mitte/Ende des 17. Jahrhunderts diese Stadt verlassen, da die Arbeitsbedingungen in der Stadt im Vergleich zur Konkurrenz auf dem Lande für sie ungünstig geworden waren. Im Laufe des 17. Jahrhunderts verließen alle Schickharts Siegen, so dass dieser Name in den überlieferten Kirchenbüchern nicht mehr auftaucht. Zu der Siegener Linie gehört auch der aus Braunschweig stammende Komponist Johann Christian Schickhardt, dessen Großeltern vermutlich aus Siegen oder Herborn nach Braunschweig auswanderten.

### Schwäbische Linie

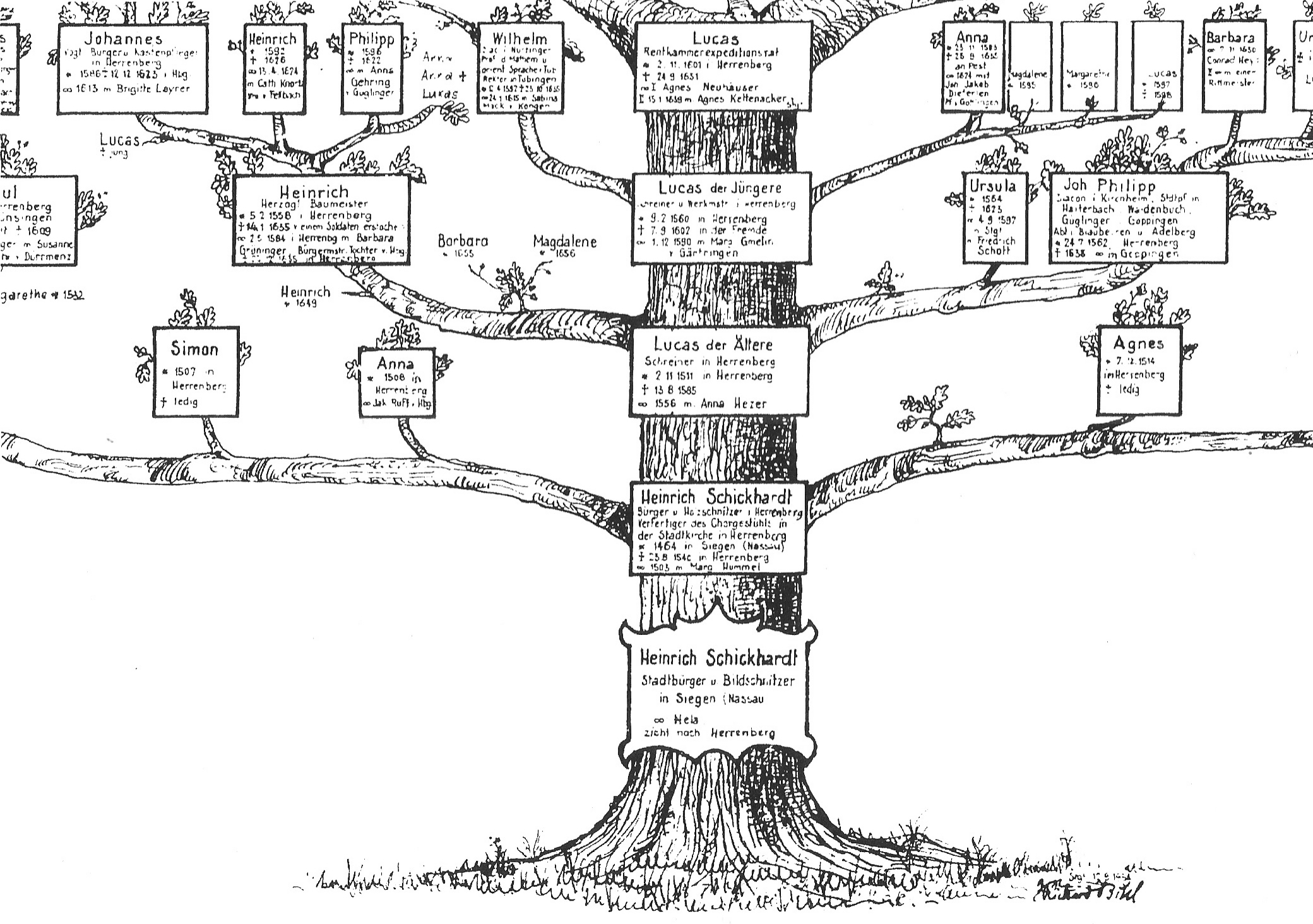
Alter Stammbaum der schwäbischen Schickhardt-Linie (Holzschnitt)

In der schwäbischen Linie gab es zunächst künstlerisch begabte Handwerker, die in dem Baumeister Heinrich Schickhardt ihren besten Vertreter fanden. Schon bald – mit Paul Schickhart (1548–1609) – fingen ihre Vertreter zu studieren an. Die meisten von ihnen beließen es zwar bei einem einfachen Theologiestudium und der Anstellung als Pfarrer, doch mit Wilhelm Schickard kam ein Universalgelehrter von großem Rang. Die schwäbischen Schickhardts waren seit der Reformation evangelisch.
Eine Seitenlinie der schwäbischen bildet die badische Linie. Sie geht auf Johann Sebastian Schickhardt, einen aus Stuttgart stammenden Arzt zurück, der ein Enkel von Lucas Schickhardt (II.) war. Er heiratete 1670 Maria Ursula Ettlinger in Gernsbach. Sein Sohn Ludwig Daniel Schickhardt (* 1674) heiratete 1699 Maria Elisabeth Kast und war Burgvogt von Schloss Eberstein. Ihr Sohn Johann Ludwig Schickhardt war Hauptschiffer in Gernsbach. Ein anderer Sohn Sebastian Schickhardts, Casimir, der Floßhändler in Calmach bei Wildbad war, heiratete 1714 Maria Clara Kast. Ihre einzige Tochter Catherine Schickhardt wurde 1737 die zweite Ehefrau von Johann Georg Katz, der Schiffer in Gernsbach war. Dadurch kam es zur Verbindung der bedeutenden Familien Kast – Katz – Schickhardt, die in Murgtal als „Holzbarone“ bezeichnet wurden. Es waren Waldbesitzer, Floßherren, Sägewerkbesitzer und Fernhandelskaufleute, die sich bereits im Mittelalter zur genossenschaftlichen Gesellschaft Murgschifferschaft zusammengeschlossen hatten. Im Murgtal wird der Name Schickhardt noch heute so stark mit der Schifferschaft verbunden, dass Casimir Paul Katz diesen Namen der fiktiven Hauptfigur seines Romans Die Holzbarone (2005) gab.

## Genealogie

### Akademische Linie
- Henrich Schickhartt (um 1540 – nach 1606), Hofmeister des Stiftes Keppel bei Siegen
  - Jacob Schickhart der Ältere (um 1565 – spätestens 1637), Siegener Rechtsanwalt im Dienste der nassauischen Grafen
    - Jacob Schickhart (1584–1664), Landschreiber und Vertreter der niederländischen Provinz Drente
    - Maria Schickhart, ⚭ um 1607 Johannes Buch, Pfarrer in Siegen und Krombach
      - Johannes Buch (1608–1677), Pfarrer in Osmarsleben und Zerbst

    - Magdalena Schickhart, ⚭ 1610 Hermann Ravensberger, Theologieprofessor in Herborn und Groningen
      - Jacob Ravensberger (* 1615), Professor für Mathematik und Physik in Utrecht
      - Adolf Ravensberger (* frühestens 1616; † 1654); Doktor
      - Anna Amalie Ravensberger, ⚭ Hendrik Ketel, Schulte von Anloo (heute Ortsteil der Gemeinde Aa en Hunze)

    - Martin Schickhard (nach 1590 – vor 1657), Amtmann in Beilstein, Rechtsanwalt in Frankfurt am Main, nassauischer Hexenkommissar in Freudenberg
      - Martin Schickhard (* um 1621), absolvierte das Pädagogium Herborn

    - Philip Herman Schickhart (* 1600; † 1675 in Meppel), Schulte von Meppel
      - Jacob Schickhart (* 28. Juli 1641 in Meppel), Pastor in Lellens (heute Ortsteil der Gemeinde Ten Boer)
      - Rodolfina Schickhart, ⚭ 1665 Conraet Wolfsen (Rechtsanwalt in Zwolle)
      - Caspar Hendrik Schickhart (* 1. Januar 1648 in Meppel; † 1680), Schulte von Meppel
        - Philip Herman Schickhart (* 6. Dezember 1676 Meppel)
        - Hendrik Schickhart (* 17. März 1678; † 1720), Schulte von Meppel
          - Johannes Philip Schickhart, Jurist (1709)
            - Johan Balthasar Philip Herman Schickhart, ⚭ 1749 in Maastricht

        - Jacob Schickhart (* 21. Dezember 1679 in Meppel)
        - Anna Helena Schickhart (* 6. März 1681 in Meppel), ⚭ 1713 Berent Jacob ter Welberg

      - Maria Schickhart, ⚭ 1675 Johan van Selbach (Pastor in Zuidlaren)

    - Philip Schickhart (* 1605; † 5. Januar 1646 in Stedum [heute Ortsteil der Gemeinde Eemsdelta]), Pastor in Sneek

  - Gertrud Schickhart, ⚭ 1. Arnold Wiederstein, Rektor; ⚭ 2. um 1600 Johannes Bisterfeld, Theologie- und Philosophieprofessor 
    - Johann Wiederstein, Ratsverwandter in Siegen
    - Martin Wiederstein, Theologieprofessor in Herborn
    - Philipp Bisterfeld (* um 1600), Theologieprofessor und gräflicher Rat in Sedan
    - Johann Heinrich Bisterfeld (1605–1655), Theologieprofessor und Enzyklopädiker in Weißenburg (Siebenbürgen)

  - Martin Schickhard der Ältere (1579–1636), Juraprofessor in Herborn und Deventer
  - Philipp Christoph Schickhard (um 1580 – vor 1672), Hofmeister des Stiftes Keppel, Ratsverwandter und Bürgermeister von Siegen
    - Ägidius Schickhard (1601/02 – nach 1650), Rechtsanwalt in Speyer, Ethik- und Juraprofessor sowie Rektor der Hohen Schule in Herborn
      - Johann Henrich Schickhard, Jurist (1641)

    - Philipp Hermann Schickhardt, studierte Jura 1667–1670

- -     -       -         -           - Johann Christian Schickhardt (1682–1762), Komponist

### Schwäbische Linie
- Hentze (Heinrich) Schickhardt (um 1430 – um 1490), Bildschnitzer aus Siegen
  - Heinrich Schickhardt der Ältere (1464–1540), Kunstschreiner und Bildschnitzer in Herrenberg
    - Marx Schickhardt (1505–1555), Kunstschreiner in Herrenberg
      - Paul Schickhardt (1548–1609), Pfarrer in Mittelstadt
        - Elias Schickhardt (nach 1676– 625), Pfarrer in Kleinglattbach und Kochersteinsfeld

    - Lucas Schickhardt (I.) (1511–1585), Kunstschreiner in Herrenberg
      - Heinrich Schickhardt (1558–1635), württembergischer Baumeister
        - Lucas Schickhardt (1585 – vor 1613), württembergischer Goldschmied, Maler und Zeichner
        - Johannes Schickhardt (1586–1623), Herrenberger Stadtschreiber
          - Anna Barbara Schickhardt (1614–1635)
          - Brigitta Schickhardt (II.) (1617–1688), ⚭ 1637 Johann Martin Hiller (Hofgerichtsassessor)

        - Heinrich Schickhardt (1592–1626)
        - Philipp Schickhardt (1596–1622)

      - Lucas Schickhardt (II.) (1560–1602), Kunstschreiner in Herrenberg
        - Wilhelm Schickard (1592–1635), Professor für biblische Sprachen, Astronomie und Mathematik
        - Lucas Schickhardt (III.) (1603–1651), württembergischer Rentkammer-Expeditionsrat
          - Johann Friedrich Schickhardt (1640–1694 oder später), Pfarrer in Ehningen
            - Johann Friedrich Schickhardt (1665–1730), Pfarrer ⚭ 1696 Maria Agnes Nicolai, Ur-Enkelin von Melchior Nicolai und Ur-Urenkelin von Andreas Osiander[7]
              - Maria Regina Schickhardt (1706–1780), ⚭ 1732 Philipp Friedrich Hiller
              - Andreas Schickhardt (1710–1782), württembergischer Finanzmann im herzoglichen Geheimen Kabinettministerium
                - Joseph Israel Schickhardt (1751–1829), württembergischer Kammer- und Rechnungsrat
                  - Heinrich Carl Georg Schickhardt (1789–1846), Kameralverwalter
                    - Hermann von Schickhardt (1823–1880), Landgerichtsdirektor in Stuttgart
                      - Hermann Schickhardt (1863–1895), Arzt in München
                      - Karl Schickhardt (1866–1933), württembergischer Maler

                - Luise Schickhardt (1755–1833), ⚭ 1781 Gottlieb Jakob Planck
                  - Georg Heinrich Planck (* 1782)
                  - Heinrich Ludwig Planck (1785–1831), Großvater von Max Planck

                - Karl Georg Schickhardt (* 1757), Rechnungsrevisor in Nürtingen
                  - Gottlob Friedrich Schickhardt (* 1790), Hospitalpfleger in Nürtingen
                    - Karl Konrad Friedrich Schickhardt (1818–1857), Fabrikant in Betzingen
                      - Karl Schickhardt (1848–1907), württembergischer Landtagsabgeordneter

          - Agnes Schickhardt (1642–1711), ⚭ 1666 Pfarrer Johann Wolfgang Heinold
          - Johann Sebastian Schickhardt (1645–1714),[8] Arzt in Stuttgart, vgl. unten Badische Linie
            - Johann Philipp Schickhardt (* 1672), Geistlicher Verwalter und Amtspfleger in Calw
              - Christoph Thomas Schickhardt (1707–1759), Pfarrer in Simmozheim und Unterriexingen[9]
                - Johann David Schickhardt (1740–1790), Handelsmann in Tübingen[10][11]
                  - Karl August von Schickardt (1790–1873), württembergischer Landtagsabgeordneter

          - Georg Heinrich Schickhardt (1651–1689), Stadtschreiber von Hornberg, Vogt in Calw und Hirsau
            - Agnes Maria Schickhardt (* 1675), ⚭ Johann Wilhelm Müller (Stadtphysikus in Herrenberg, Hofmedicus in Neuenstadt) 
              - Klara Sophie Müller, ⚭ Johann Jakob Knapp (Superintendent und Stiftsprediger in Öhringen) – (Urahnen von Elly Heuss-Knapp)

            - Benjamin Schickhardt (1682–1717), ⚭ Maria Elisabeth Gertes, württembergischer Hauptmann, der in der Schlacht von Belgrad fiel

      - Philipp Schickhart (1562–1635), Pfarrer in Güglingen und Göppingen, Abt in Blaubeuren und Adelsberg
        - Ursula Schickhart († 1635), ⚭ Conrad Heyd (Untervogt in Blaubeuren)
        - Philipp Schickhard (II.) (1590–1636), Pfarrer in Horkheim
          - Philipp Schickhard (III.), Lehrer in Güglingen und Pfaffenhofen

        - Anna Maria Schickhart († 1674), ⚭ 1620 Benedikt Mergenthaler (Apotheker)

      - Ursula Schickhardt (1564–1623), ⚭ Friedrich Schott (Hofschreiner)

    - Hans Schickhardt (1512–1585), Maler in Tübingen
      - Apelles Schickhardt (1580–1610), Maler in Tübingen

#### Badische Linie
- Johann Sebastian Schickhardt (1645–1714; Arzt in Stuttgart), ⚭ 1670 Maria Ursula Ettlinger
  - Ludwig Daniel Schickhardt (* 1674; Burgvogt), ⚭ 1699 Maria Elisabeth Kast
    - Jakobine Friederike Schickhardt, ⚭ Friedrich Jäger (Burgvogt)
    - Johann Ludwig Schickhardt (Hauptschiffer in Gernsbach)

  - Julius Schickard (1677–1735), württembergischer Beamter und Gründer von Neulußheim
  - Casimir Schickhardt (Floßhändler), ⚭ 1714 Maria Clara Kast
    - Catherine Schickhardt, ⚭ 1737 Johann Georg Katz (Schiffer in Gernsbach)

#### Weitere Vertreter der schwäbischen Linie
- Christoph Schickhardt (* 1955), Rechtsanwalt
- Christoph Schickhardt (* 1978), Philosoph